# فرودگاه تیپی
فرودگاه تیپی (به انگلیسی: Teepee Airport) یک فرودگاه همگانی است که یک باند فرود چمن دارد و طول باند آن ۷۳۲ متر است. این فرودگاه در کشور کانادا قرار دارد و در ارتفاع ۷۸۲ متری از سطح دریا واقع شده است.